# خوزه رائول ورا لوپز
خوزه رائول ورا لوپز (انگلیسی: José Raúl Vera López؛ زادهٔ ۲۱ ژوئن ۱۹۴۵) فعال حقوق بشر، و کشیش کاتولیک اهل مکزیک است. او به خاطر مبارزه‌اش برای حقوق بشر و عدالت اجتماعی مشهور است.
وی همچنین برندهٔ جوایزی همچون جایزه یادبود تورلف رافتو شده‌است.

## آغاز فعالیت
در ۱۹۶۸ فعالیت‌های دینی خود را با سخنرانی‌های مذهبی در مرکز شهر لئون، گوآناخوآتو آغاز کرد و به مبلغ دومینیکن‌ها مشهور بود. او درهمین حال در مکزیکوسیتی و بولونیا به فراگیری الهیات و فلسفه پرداخت و مدرک درجه یک الهیات را به دست آورد
او در روز ۲۹ ژوئن سال ۱۹۷۵ توسط پاپ پل ششم به عنوان کشیش منصوب شدو توسط پاپ جان پل دوم در تاریخ ۶ ژانویه ۱۹۸۸ عنوان اسقف را دریافت کرد.

## زندگی‌نامه
ورا لوپز در ۲۱ ژوئن ۱۹۴۵ در (اکامبارو) متولد شد.